# Factor de coagulación V
El factor V (pronunciado factor cinco) es una proteína del sistema de coagulación sanguínea, ocasionalmente llamada proacelerina o factor lábil. En contraste con la mayoría de los demás factores de la coagulación, el factor V no es enzimáticamente activa, sino que funciona como cofactor. La deficiencia del factor V conlleva a una predisposición a las hemorragias, mientras que algunas mutaciones (en particular el factor V Leiden) predisponen a la trombosis.

## Genética
El gen que codifica al factor V se encuentra en el brazo corto del primer cromosoma humano (1q23). Esta genómicamente relacionado con la familia de las oxidasas multicobre, y es homólogo al factor VIII de coagulación. El gen se extiende por 70 kilobases, consta de 25 exones, y la proteína resultante tiene una masa molecular relativa de aproximadamente 330.000 Dalton.

## Fisiología
El factor V circula en el plasma sanguíneo como una molécula de cadena única con una vida media plasmática de aproximadamente 12 a 36 horas. 
El factor V es capaz de unirse a las plaquetas activados y se activa por contacto con la trombina. Al activarse, el factor V se empalma en dos cadenas (cadenas ligeras y pesadas con masas moleculares de 110000 y 73000, respectivamente), que se unen de manera no-covalente entre sí por intermediación del hierro. El factor V es activo como cofactor del complejo trombinasa. El factor X activado (FXa) requiere del Calcio y del factor V para convertir la protrombina en trombina en la superficie de la membrana celular.
El factor Va (activado) es degradada por la proteína C activada, uno de los principales inhibidores fisiológicos de la coagulación. En presencia de trombomodulina, la trombina actúa para disminuir la coagulación mediante la activación de la proteína C, por lo tanto, la concentración y la acción de la proteína C (junto con la proteína S)son determinantes importantes en la retroalimentación negativa a través del cual la trombina limita su activación.

## Patogenia
La disminución de la actividad del factor V puede estar relacionada con deficiencias congénitas del factor V, coagulación intravascular diseminada, la enfermedad del hígado como la cirrosis y la fibrinólisis primaria. Se ha demostrado que el factor V interacciona molecularmente con la proteína S.